# Henrique (cầu thủ bóng đá, sinh 1980)
José Henrique Souto Esteves (sinh ngày 31 tháng 3 năm 1980 ở Braga), hay Henrique, là một cầu thủ bóng đá người Bồ Đào Nha thi đấu ở vị trí tiền đạo trung tâm.